# Microsoft Wallet
Microsoft Wallet war von 2016 bis 2019 ein Mobile-Payment- und Cyberwallet-Dienst von Microsoft, der das Bezahlen mit den Microsoft-Smartphone-Modellen Microsoft Lumia 950, Microsoft Lumia 950 XL und Microsoft Lumia 650 ermöglicht. Microsoft Wallet erfordert keine spezifischen Terminals für kontaktloses Bezahlen, sondern kann mit den bereits existierenden Terminals betrieben werden. Der Dienst wurde am 28. Februar 2019 eingestellt.

## Geschichte
Microsoft Wallet wurde am 21. Juni 2016 in den Vereinigten Staaten veröffentlicht. Zunächst ist die Software nur Teilnehmern an dem Kundenprogramm Windows Insider zugänglich, im Sommer 2016 soll es in den USA dann allgemein verfügbar sein. Microsoft Wallet wurde nur für das Betriebssystem Microsoft Windows 10 Mobile veröffentlicht, zeitgleich mit einem Update der Mobile App Wallet.
Die Veröffentlichung von Microsoft Wallet war der Start eines unternehmenseigenen Mobile-Payment-Systems von Microsoft. Der Softwarekonzern wollte damit frühere Abhängigkeiten von Dritten beim Betrieb von kontaktlosen Bezahlsystemen auf Windows-basierten Smartphones vermeiden. 
Microsofts Betriebssystem für mobile Endgeräte hatte bereits 2012 kontaktlose Bezahlungen für mit NFC ausgerüsteten Handys unter Microsoft Windows Phone 8 durch die ursprüngliche Wallet-App unterstützt. Dabei war Microsoft zur Durchführung der Zahlungsvorgänge allerdings auf die Mitwirkung von Dritten angewiesen. Mobilfunkanbieter mussten dabei ihre Kunden mit SIM-Karten inkl. Secure Element ausrüsten. Außerdem bestanden in den USA die Mobilfunkanbieter AT&T, T-Mobile US und Verizon zur Zahlungsabwicklung auf der Nutzung ihrer gemeinsam entwickelten und betriebenen Plattform Softcard. Als Softcard Anfang des Jahres 2015 durch Google zuerst gekauft und dann der Betrieb eingestellt wurde, verblieb die Windows-Plattform ohne brauchbares Mobile-Payment-System in den USA.
Mit Microsoft Wallet konnte Microsoft direkt mit Banken und Kreditkartenunternehmen zusammenarbeiten, um kontaktloses Bezahlen unter Windows-basierten Smartphones möglich zu machen.